# 8 Марта (Новосибирская область)
8 Ма́рта — посёлок в Новосибирском районе Новосибирской области. Входит в состав Верх-Тулинского сельсовета.

## География
Площадь посёлка — 33 гектаров.

## Население
| 2002 | 2007 | 2010 |
| ---- | ---- | ---- |
| 318  | ↗341 | ↘334 |

## Инфраструктура
В посёлке по данным на 2007 год отсутствует социальная инфраструктура.